# Chris Sprouse
Pour les articles homonymes, voir Sprouse.
Chris Sprouse (né à Charlottesville, Virginie le 30 juillet 1966) est un dessinateur de comics américain.

## Biographie
Sprouse fait ses débuts dans les comics en 1989, son premier travail crédité étant une histoire mettant en scène Chemical King, un membre de la Légion des Super-Héros, dans un épisode de la série Secret Origins de DC Comics. Il réalise ensuite une histoire de Double-Face pour Batman Annual #14 et passe ensuite sur la série limitée Hammerlocke. Sprouse enchaîne avec la série Legionnaires, mettent en scène des versions adolescentes des personnages de la série Legion of Super-Heroes, et quitte finalement la série pour réaliser des one-shots et des épisodes de remplacement avant d'illustrer une mini-série Star Wars, Splinter of the Mind's Eye, pour Dark Horse Comics.
Il travaille ultérieurement pour Awesome Comics comme dessinateur régulier des New Men, et en 1997, Sprouse dessine plusieurs épisodes de Supreme, scénarisés par Alan Moore pour le même éditeur. Après la fin de Supreme, en 1999, lui et Moore créent Tom Strong pour America's Best Comics, série pour laquelle il gagne deux Eisner Awards en 2000, ceux du meilleur épisode et de la meilleure histoire publiée sous forme de feuilleton. Il dessine en 2004 la mini-série Ocean scénarisée par Warren Ellis.
Sprouse vit à Columbus (Ohio).

## Récompenses
- 2000 : Prix Eisner (avec Al Gordon et Alan Moore) du meilleur numéro (Best Single Issue) pour Tom Strong n°1 : How Tom Strong Got Started et de la meilleure histoire à suivre pour Tom Strong n°4-7.

### Liens
- Notices d'autorité :   - VIAF
  - ISNI
  - BnF (données)
  - IdRef
  - LCCN
  - GND
  - Espagne
  - Pays-Bas
  - Pologne
  - Israël
  - NUKAT
  - Tchéquie
  - WorldCat
- Ressources relatives à la bande dessinée :   - BD Gest'
  - Lambiek Comiclopedia
- (en) Interview de Chris Sprouse
- (fr) Chris Sprouse sur Comics VF